# جنبش کوتو
جنبش کوتو (انگلیسی: KuToo movement) یک جنبش در حال پیگیری در ژاپن در مقابل سیاست پاشنه‌بلند در محل‌کار در ژاپن است. نام آن اشاره‌ای به جنبش من هم و یک بازی کلمه‌ای با kutsu 靴 به معنی «کفش» و kutsū 苦痛 به معنی «درد» دارد.